# Liste der Monuments historiques in Cressé
Die Liste der Monuments historiques in Cressé führt die Monuments historiques in der französischen Gemeinde Cressé auf.

## Liste der Bauwerke
| Bezeichnung               | Beschreibung              | Standort | Kennzeichnung | Schutzstatus | Datum | Bild           |
| ------------------------- | ------------------------- | -------- | ------------- | ------------ | ----- | -------------- |
| Kirche La Transfiguration | Erbaut im 11. Jahrhundert | (Lage)   | PA00104665    | Classé       | 1913  | weitere Bilder |

## Liste der Objekte
| Bezeichnung                  | Beschreibung           | Standort             | Kennzeichnung | Schutzstatus | Datum | Bild |
| ---------------------------- | ---------------------- | -------------------- | ------------- | ------------ | ----- | ---- |
| Taufbecken                   | Stein, 13. Jahrhundert | in der Kirche (Lage) | PM17000097    | Classé       | 1922  |      |
| Glocke                       | Bronze, 1688 gegossen  | in der Kirche (Lage) | PM17000098    | Classé       | 1942  |      |
| Statue Gekreuzigter Christus | Holz, 18. Jahrhundert  | in der Kirche (Lage) | PM17001658    | Inscrit      | 1989  |      |